# Ghermedi
Ghermedi (àrab: قرمدي, Qarmadī) és una petita illa deshabitada de la costa nord-est del grup dels Quèrquens (Qerqenna). Té forma de mitja lluna amb les puntes mirant al sud. Un far a la costa de l'illa Chergui, a Al Ataïa, fa més segura la navegació nocturna per la seva rodalia dels vaixells turístics. Un canal d'uns 500 metres la separa de l'illa de Chergui, i dona accés a una gran badia, delimitada per una península a la seva part oriental que gairebé s'allarga fins a la costa nord de Ghermedi.